# Stefan (schip, 1952)
In Nederland is de Stefan nog het meest bekend onder haar oude doopnaam Maasdam (IV) en haar latere naam Stefan Batory. Het schip werd in 1949 ontworpen als een combinatie van vrachtschip en passagiersschip met de naam Diemerdijk. Het werd afgeleverd na de proefvaart op 15 juli 1952 bij de Holland America Lijn aan de Wilhelminakade in Rotterdam. Roepnaam in die tijd: PFQR.
Het was een zusterschip van de Rijndam. Het verschil tussen beide schepen is het gemakkelijkst te zien bij de salon. De Maasdam had daar 2x drie ramen, waar de Rijndam twee en vier ramen had. Beide schepen hadden een bijzonder slanke schoorsteen, een Strombos Aerofoil funnel, die voor het eerst was toegepast op het Franse schip President de Cazalet in 1950. Deze had een relatief lage luchtweerstand en daardoor een slipstream die de rook van het dek hield. Ze hadden op het achterschip op het promenade dek een buitenzwembad, zodat ze in de winter ook als cruiseschip gebruikt konden worden. 
Een van de voornaamste problemen met beide schepen was het ontwerp van de romp als vrachtschip. Voor het comfort van de passagiers rolden en stampten de schepen eigenlijk te veel. Bij de onderhoudsbeurt in 1955 kreeg de Maasdam als eerste schip van de Holland America Lijn Denny Brown stabilisatoren. Die het comfort van de passagiers in zeegang sterk positief beïnvloedden.
In 1961 werden op beide schepen 24 Touristen klasse hutten op het Main Deck verbouwd tot luxe hutten, waardoor het aantal bedden in de Touristen klasse afnam tot 822. Bovendien werd de First Class Lounge uitgebreid met een smaakvolle bar in een alkoof aan stuurboord.

## Maasdam

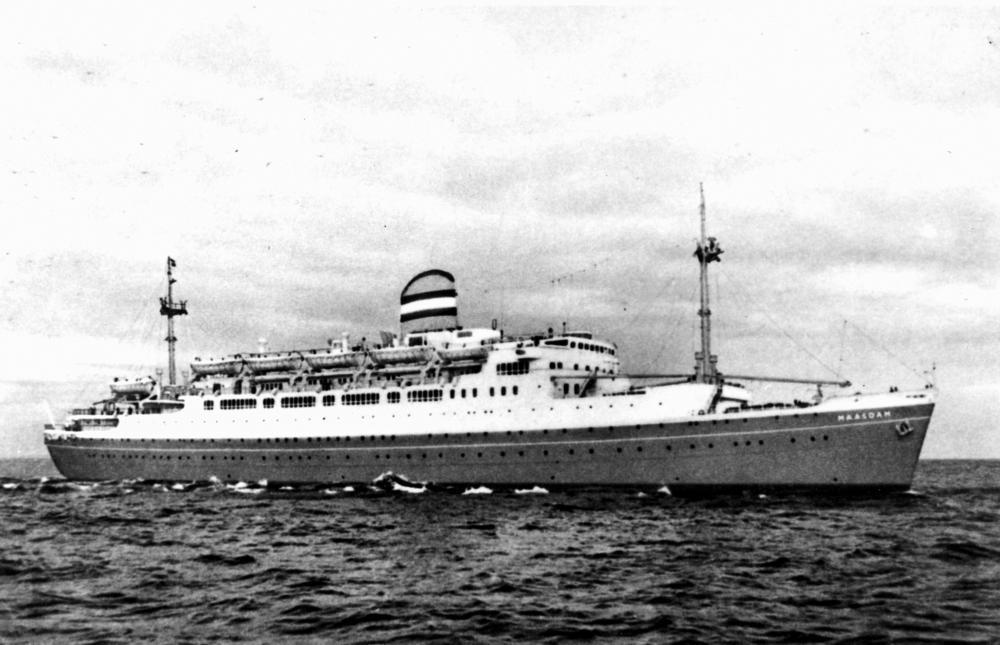
Als Maasdam

- 10 december 1952 kwam de Maasdam in aanvaring met de Duitse tanker Ellen op de Nieuwe Waterweg. De tanker van 286 ton zonk, waarbij zes bemanningsleden verdronken. De Maasdam had geen schade.
- 3 oktober 1954 raakte ze bij het verlaten van New York in dichte mist bij Rhode Island het vrachtschip Tofevo van Transport Océaniques. De boeg werd beschadigd en beide schepen waren gedwongen terug te varen naar New York voor reparatie. De HAL wilde niet betalen voor het hotel en het eten voor de passagiers in de tijd dat het schip gerepareerd werd. Pakweg 200 woedende passagiers organiseerden een sit-down staking, die ze wonnen. 27 oktober kwam het schip weer in dienst.
- In de vijftiger jaren voer een schip tegen de kade van de Holland- America Lijn, daarbij werd de boeg van de Maasdam boven de waterlijn beschadigd.
- 15 februari 1963 botste het schip weer in dichte mist op het wrak van het Britse vrachtschip Harborough bij het lichtschip Weser bij het invaren naar Bremerhaven. Door kruiend ijs waren de boeien verschoven. Door het ontstane gat kwam zoveel water binnen dat het schip snel een slagzij van twaalf graden maakte. Als voorzorg werden de 500 passagiers geëvacueerd in de reddingboten, ze werden opgepikt door de Weser loodsboot. Er vielen bij de passagiers geen gewonden, maar het schip diende bij de Norddeutscher Lloyd scheepswerf gerepareerd te worden. 16 april 1963 kwam het schip weer in dienst.
- Van 7 januari tot 3 april 1968 maakte het schip haar laatste reis rond de wereld voor de Lijn. Ze zou weer op Canada gaan varen.
- 15 mei 1968 werd bekendgemaakt dat het schip was verkocht aan de Polskie Line Oceaniczne in Gdynia, na terugkeer uit Canada.
- 20 september 1968 verliet de Maasdam Montreal voor haar laatste reis over de Atlantische Oceaan onder de vlag van de Holland America Lijn.
- 29 september 1968 kwam ze in Rotterdam voor de wal en zette later koers naar Gdynia in Polen voor een stevige verbouwing.

## Stefan Batory
- 8 oktober 1968 werd de Maasdam bij de verkoop formeel opgeleverd aan de Polskie Line Oceaniczne in Gdynia en kreeg het de nieuwe naam Stefan Batory, ter ere van haar voorganger bij de maatschappij en de Poolse koning Stefan Batory (1533–1586). Het werd uitgebreid verbouwd op de Gdanska Stocznie Remontowa scheepswerf in Gdynia. De Strombos schoorsteen werd vervangen door een nog meer gestoormlijnd exemplaar, er werd een nieuwe mast op de gemoderniseerde brug geplaatst en de laadmasten werden vervangen door elektrisch bediende kranen. Uiteraard werd het schip in de kleuren van de Polish Ocean Lines geschilderd. De voor het publiek toegankelijke ruimten werden gerenoveerd, bijvoorbeeld werd het oude Palm Court verbouwd tot nieuwe Grand Lounge. De machines, ketels en elektrische installatie werden grondig overhaald. Het schip ging grotendeels varen op de route Gdynia–Kopenhagen–Rotterdam–Londen–Montreal–Southampton–Rotterdam–Kopenhagen–Gdynia.
- 11 april 1969 Aanvang eerste reis Gdynia - Montreal, onderweg werden Kopenhagen, Tilbury en Quebec aangedaan.

Het schip haalde een indrukwekkend gemiddelde bezetting van 93% in negen reizen. Vooral door het grote aantal Poolse emigranten in de USA en het feit dat nog geen directe lijnvluchten tussen beide landen waren. Na het eerste seizoen werd interieur van het schip opnieuw onder handen genomen, veel meubels werden vervangen en een bioscoop met 280 stoelen werd gerealiseerd in het voorste laadruim. Buiten het seizoen maakte het schip cruises.
- oktober 1977 werd ze gecharterd door het Duitse Tyska TUI.
- 1983 Verkocht aan Towarzystwo Okretowe, Gdynia, Polen Vlag: Polen
- In 1985 was schip 131 keer de Atlantische Oceaan overgestoken en had het 136 cruises gemaakt.
- 1987 Nadat de Queen Elizabeth 2 diesels had gekregen werd ze de enige oceaanstomer in lijndienst. Maar in hetzelfde jaar werd bekend dat ze in maart 1988 uit dienst zou worden genomen.
- 7 oktober 1987 Aanvang laatste reis Gdynia - Montreal.
- 26 maart 1988 Opgelegd in Gdynia
- Mei 1988 Verkocht aan Hellenic Polish Shipping Ltd, Piraeus, Griekenland
- 26 juni 1988 Opgelegd in Vlissingen
- 11 november 1988 Verkocht aan Erne Compania Maritima SA, Panama (Panamese vlag)
- 13 november 1988 Aankomst in Pireus.
- 1989 Verkocht aan City Shipping International Inc., Nassau. (Stena Line, Göteborg)  Nieuwe naam: Stefan (Zweedse vlag), later (Panamese vlag)

In de tijd dat ze als "Stefan Batory" voer heeft ze op z'n minst twee keer gefigureerd in een film, als "part of the set" in "Kochaj albo rzuć" (Love or Leave). De filmers filmden gewoon het schip toen het Gdynia verliet voor een normale reis.
Het schip was 's werelds laatste trans-Atlantische lijnschip. Stefan Batory’s laatste reizen voor Polish Ocean Lines waren een serie cruises naar Zuid-Amerika en West-Indië.

## Stefan
- 1 februari 1990: Aankomst in Göteborg en in gebruik genomen ten behoeve van huisvesting voor asielzoekers.
- 1991: Verkocht aan Compania Maritima SA, Nassau (Bahama's).

In de zomer van 1991 kwam het schip weer in het nieuws. Voor een Italiaans-Franse maatschappij had het schip weer een rol in een film als de "Las Delicias". In augustus werd het schip weer naar Piraeus versleept om te worden verbouwd als modern cruiseschip. Maar de tijd zat inmiddels tegen en de verbouwplannen gingen in de kast.
- 17 december 1991 Opgelegd in Piraeus.
- 1992 Verkocht aan Tony Travel & Agency, Nassau, Bahamas.
- 3 juli 1992 Gearriveerd in de Perama Bay, Griekenland, om daar te worden opgelegd
- December 1996 Door stranding zwaar beschadigd.
- 31 december 1997 In Lloyd's Register komt de melding dat het schip niet wordt gerepareerd.
- 2000 Verkocht voor de sloop aan Kalkavanlar AS, Aliağa (Turkije).
- 22 maart 2000 Aangekomen in Aliağa, Turkije voor de sloop.
- 24 maart 2000 Op het strand gezet in Aliağa[1] en vóór het eind van het jaar was de sloop voltooid.